# Euparyphus carbonarius
Euparyphus carbonarius is een vliegensoort uit de familie van de Stratiomyidae. De wetenschappelijke naam van de soort is voor het eerst geldig gepubliceerd in 1891 door Giglio-Tos.